# Pseudogaurax zeja
Pseudogaurax zeja är en tvåvingeart som beskrevs av Nartshuk 1986. Pseudogaurax zeja ingår i släktet Pseudogaurax och familjen fritflugor. Inga underarter finns listade i Catalogue of Life.